# Arrondissement électoral de Liège
 (novembre 2024).
Si vous disposez d'ouvrages ou d'articles de référence ou si vous connaissez des sites web de qualité traitant du thème abordé ici, merci de compléter l'article en donnant les références utiles à sa vérifiabilité et en les liant à la section « Notes et références ».

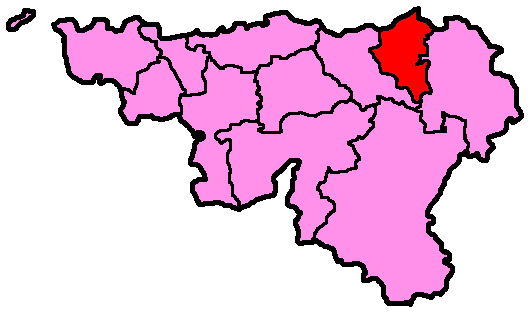
Arrondissement électoral de Liège.

Liège est un arrondissement électoral de Belgique qui élit des membres du Parlement wallon depuis 1995 (14 jusqu'en 2004, 13 depuis cette date). Il correspond à l'arrondissement administratif de Liège.